# Schloss Ebersberg (Thurgau)

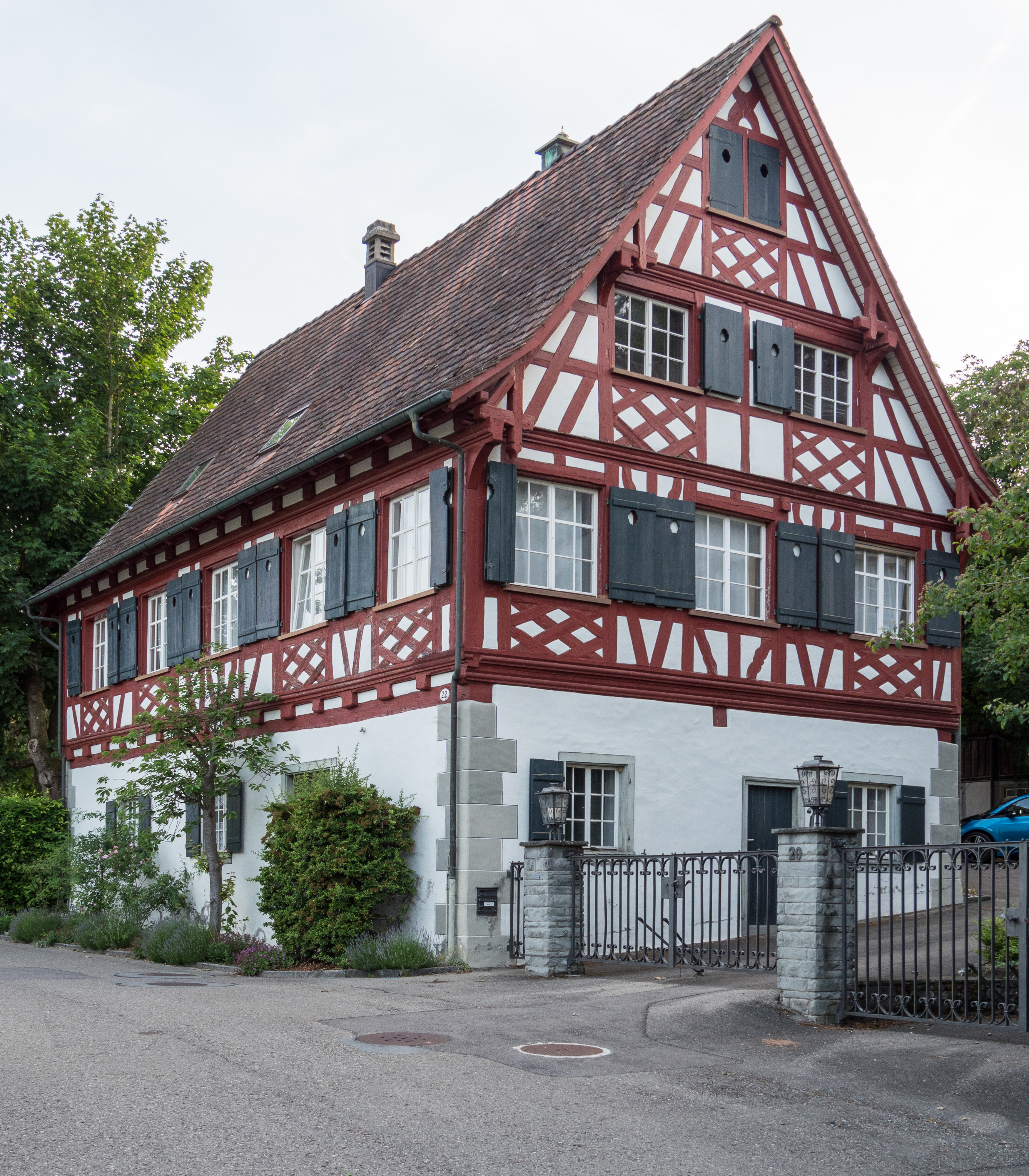
Trotten- und Pächterhaus, erbaut 1798, Nebengebäude des Schlosses Ebersberg

Schloss Ebersberg (früher «Ober-Girsberg» bzw. «Kunzenhof» genannt) ist ein herrschaftliches Landgut am Rand von Emmishofen, einem Ortsteil von Kreuzlingen im Kanton Thurgau in der Schweiz. Im 16. Jahrhundert als Ober-Girsberg erstmals urkundlich erwähnt, befand es sich zu verschiedenen Zeiten im Besitz von Johann Nepomuk Sauter, Eberhard von Zeppelin und Friedrich Flick.

## Geschichte
Schloss Ebersberg wird urkundlich erstmals 1530 erwähnt, als der Konstanzer Fernhändler Niclaus I. de Gall-Aigen das damals noch Ober-Girsberg genannte Gut erwarb. De Galls aus Como (Italien) stammender Vater Bernhardin de Gall (oder Gallo) war nach Konstanz gezogen und hatte dort 1501 das Bürgerrecht erworben. Im Zuge der Reformation verkaufte Andrea de Gall das Gut. Er trat in die Dienste des Landgrafen von Hessen und ist der Vorfahr der hessischen Familie von Gall.
Im 17. und 18. Jahrhundert befand es sich im Eigentum einer Familie Kunz, weshalb es auch Kunzenhof genannt wurde. 1798 entstanden neben dem Schloss eine Trotte und ein heute noch bestehendes Pächterhaus.
1816 kaufte der bekannte Chirurg Johann Nepomuk Sauter für 20'000 Gulden das Anwesen, welches er zu einer herrschaftlichen Villa umbaute und zu dem er einen Garten anlegen liess. 1848 brannte das Gebäude ab und wurde im Baustil des späten Biedermeiers neu errichtet.
Am 9. Juli 1867 erwarb der Konstanzer Textilfabrikant und Bankier Moritz Macaire (1815–1867) das Anwesen für 82'000 Schweizer Franken, verstarb aber schon zwei Monate später. Seine Erben verkauften den Kunzenhof 1869 an Eberhard Graf von Zeppelin, den Bruder des Luftschiffkonstrukteurs Ferdinand Graf von Zeppelin. Eberhard von Zeppelin erweiterte den Grundbesitz, liess das Wohngebäude zu einem Schloss ausbauen und gab ihm in Anlehnung an seinen Vornamen die Bezeichnung Ebersberg.
Nach Zeppelins Tod 1906 ging der Ebersberg durch verschiedene Hände, bis er 1928 von dem Bündner Jacob von Salis erworben wurde. Dieser liess das Schloss renovieren und machte es zum grössten Landwirtschaftsgut für Geflügelzucht im Kanton Thurgau.
1960 wurde das Schloss von dem deutschen Industriellen Friedrich Flick als Urlaubsdomizil gekauft, der es nach Plänen des Architekten Georg Felber auskernen und neu einrichten liess. Nach Flicks Tod 1972 gelangte das Anwesen zuerst in den Besitz seines Sohns Friedrich Karl Flick. Nach dessen Tod 2006 wurde es von seiner Tochter Elisabeth von Auersperg-Breunner übernommen, welche es Mitte November 2011 weiterveräusserte.